# Kourom
Kourom (ou Nkourom) est un village du Cameroun situé dans le département du Noun et la Région de l'Ouest. Il fait partie de l'arrondissement de Bangourain et du groupement de Njinka.

## Population
En 1966-1967, la localité comptait 1 510 habitants, principalement Bamoun et Bororo. Lors du recensement de 2005, on y a dénombré 4 000 personnes.

## Infrastructures
Kourom dispose de sept écoles publiques, dont un lycée bilingue à cycle comple,un CETIC,une école primaire bilingue,une école maternelle et trois écoles publiques et de deux marchés hebdomadaires le jeudi.